# Delta T

ΔT ab dem Jahr 2000 mit einer Prognose für die kommenden Jahre.

Als Delta T ({\displaystyle \Delta T}) wird in der Astronomie die Differenz zwischen der Terrestrischen Zeit (TT) und der Universal Time (UT) bezeichnet, also die Differenz zwischen einer absolut gleichmäßig verlaufenden Zeitskala TT, die durch Atomuhren realisiert wird, und der Zeitskala UT, die durch die tatsächliche Erdrotation bestimmt ist:
{\displaystyle \Delta T=TT-UT}
Der aktuelle Wert für {\displaystyle \Delta T} kann aus den vom International Earth Rotation and Reference Systems Service (IERS) bereitgestellten Daten ermittelt werden.
Zu Beginn des 21. Jahrhunderts betrug {\displaystyle \Delta T} ungefähr 64 Sekunden; bis zum Ende dieses Jahrhunderts könnte der Zeitunterschied auf etwa 204 Sekunden, nach anderen Quellen auf etwa 80 Sekunden anwachsen. Historische Werte für {\displaystyle \Delta T} lassen sich ungefähr bestimmen, indem überlieferte Beobachtungen mit heutigen Berechnungsergebnissen verglichen werden. Weiterhin gibt es verschiedene aus diesen Daten abgeleitete Polynome zur näherungsweisen Berechnung. Derartige Polynome gibt es auch zur Prognose zukünftiger Werte.

## Hintergrund
Aufgrund der Unregelmäßigkeit der Erdrotation ist die Universal Time (UT) kein strikt gleichförmiges Zeitmaß und deshalb für die Ephemeridenrechnung ungeeignet, eignet sich also beispielsweise nicht für die längerfristige Vorausberechnung von Planetenkonstellationen. Auch die aus der Atomzeit abgeleitete Koordinierte Weltzeit (Universal Time Coordinated, UTC) eignet sich nicht, denn bei dieser werden in unregelmäßigen Abständen Schaltsekunden eingefügt, um sie an die Universal Time anzugleichen. Deshalb wurde 1960 die Ephemeridenzeit (ET) eingeführt, die 1984 durch die Terrestrische Dynamische Zeit (TDT) ersetzt wurde, seit 1991 Terrestrische Zeit (TT). Im Gegensatz zu UT und UTC ist TT eine strikt gleichförmige Zeitskala, die Grundeinheit der TT ist die Sekunde (des Internationalen Einheitensystems) und ein Tag ist immer genau 86.400 Sekunden lang.
Der Eintrittszeitpunkt für astronomische Ereignisse wird demzufolge im Regelfall in TT berechnet. Um nun die lokalen Gegebenheiten für die Beobachtung auf der Erdoberfläche angeben zu können, ist allerdings der präzise aktuelle Drehwinkel der Erdrotation zu berücksichtigen. Dies ist beispielsweise bei Sonnenfinsternissen erforderlich, um angeben zu können, welche Orte auf der Erde vom Schatten überstrichen werden. Hierzu muss das in TT vorliegende Berechnungsergebnis in UT bzw. UTC umgerechnet werden, wofür der zu diesem Zeitpunkt prognostizierte Wert für {\displaystyle \Delta T} zu verwenden ist.

## Aktueller Wert und prognostizierte zukünftige Werte
Der aktuelle Wert für {\displaystyle \Delta T} (Stand Juni 2025) beträgt rund 69,2 s.
Er setzt sich aus drei unterschiedlich schnell variierenden Beiträgen zusammen,
{\displaystyle \Delta T=(TT-TAI)+(TAI-UTC)-(UT1-UTC)}.
- Der erste Beitrag, die Differenz zwischen TT und der Internationalen Atomzeit TAI, hat den konstanten Wert 32,184 Sekunden.
- Der zweite Beitrag, die Differenz zwischen TAI und der Koordinierten Weltzeit UTC, entspricht der Anzahl der bisher bei UTC eingefügten Schaltsekunden (seit dem 1. Januar 2017 37 Sekunden, Stand April 2024).
- Der letzte Beitrag, die Differenz zwischen der Polschwankungen berücksichtigenden Variante UT1 der Universal Time und UTC, variiert schnell, sein Betrag bleibt aber stets kleiner als 0,9 s. Er ist einer der Erdrotationsparameter, die vom International Earth Rotation and Reference Systems Service (IERS) in seinen Bulletins A und B veröffentlicht werden.[4]

Die folgende Näherungsformel wird für die Berechnung von {\displaystyle \Delta T} im Zeitraum zwischen 2015 und 3000 verwendet:
{\displaystyle \Delta T/\mathrm {s} =67{,}62+0{,}3645\cdot \left(y-2015\right)+0{,}0039755\cdot \left(y-2015\right)^{2}}.
Dabei ist {\displaystyle y} die Jahreszahl des betrachteten Datums, gegebenenfalls ergänzt um den Jahresbruchteil. Für monatsgenaue Werte setzt man zum Beispiel
{\displaystyle y={\text{Jahreszahl}}+{\frac {{\text{Monatsnummer}}-0{,}5}{12}}}.

## Historische Werte

ΔT im Zeitraum 1657 bis 2022.

Historische Werte für {\displaystyle \Delta T} lassen sich aus dem Vergleich überlieferter Beobachtungen mit modernen Rückrechnungen ermitteln. Brauchbare Beobachtungen gehen etwa bis ins Jahr −700 zurück. Mit der Erfindung des Fernrohrs zu Beginn des 17. Jahrhunderts nahm die Beobachtungsgenauigkeit stark zu, so dass {\displaystyle \Delta T} sich ab diesem Zeitpunkt deutlich genauer bestimmen lässt. Während sich {\displaystyle \Delta T} für das 17. Jahrhundert ab 1657 mit einer Genauigkeit von etwa 10–15 s abschätzen lässt, nahm diese im 18. Jahrhundert auf etwa 2 s ab und sank bis 1900 auf weniger als 0,1 s.
Morrison und Stephenson, die auch Beobachtungen aus der Antike einbeziehen, kommen für die Neuzeit zu teils deutlich anderen Werten von {\displaystyle \Delta T}.
| Jahr  | ΔT (s) | σ (s) |      | Jahr | ΔT (s) | σ (s) |    | Jahr | ΔT (s) | σ (s) |
| −1000 | 25400  | 640   | 1200 | 740  | 30     | 1860  | 8  |      |        |       |
| −800  | 22000  | 550   | 1400 | 320  | 20     | 1880  | −5 |      |        |       |
| −600  | 18800  | 460   | 1600 | 120  | 20     | 1900  | −3 |      |        |       |
| −400  | 15530  | 390   | 1700 | 9    | 5      | 1920  | 21 |      |        |       |
| −200  | 12790  | 330   | 1720 | 11   | 3      | 1940  | 24 |      |        |       |
| 0     | 10580  | 260   | 1740 | 12   | 2      | 1960  | 33 |      |        |       |
| +200  | 8640   | 210   | 1760 | 15   | 2      | 1980  | 51 |      |        |       |
| +400  | 6700   | 160   | 1780 | 17   | 1      | 1990  | 57 |      |        |       |
| +600  | 4740   | 120   | 1800 | 14   | 1      | 2000  | 64 |      |        |       |
| +800  | 2960   | 80    | 1820 | 12   | 1      | 2010  | 66 |      |        |       |
| +1000 | 1570   | 55    | 1840 | 6    | <1     | 2020  | 69 |      |        |       |